# Salame di patate
Il salame di patate, o salampatata, è un salume tradizionale riconosciuto come prodotto agroalimentare tradizionale piemontese.
Viene prodotto in Piemonte, in particolare nel Canavese.
In Valle d'Aosta fa parte del tagliere valdostano e viene chiamato boudeun: il sangue di maiale viene aggiunto per avere una carne più violacea, ma in Valdigne in particolare è d'uso aggiungere le barbabietole; in Bassa Valle si mette una maggiore quantità di patate.

## Origini
Durante la seconda guerra mondiale i contadini canavesani e i torinesi, sfollati in quella zona per sfuggire ai bombardamenti, iniziarono ad aggiungere le patate bollite alla carne per ovviare alla scarsità di materia prima necessaria alla preparazione dei salami.

## Preparazione
L'insaccato viene preparato con patate bollite alle quali viene mescolata, con il tritacarne, un'eguale quantità di carne suina, a sua volta per metà magra e per metà grassa.
L'impasto è inoltre salato e viene insaporito con spezie in polvere tra le quali pepe, cannella, noce moscata e chiodi di garofano nonché con grani di pepe interi.
Il tutto viene poi insaccato nel budello di maiale e infine lasciato riposare per un giorno prima del consumo.
La produzione avviene nella stagione fredda, in genere tra settembre e aprile.

## Consumo
Il salame di patate viene consumato crudo accompagnandolo con pane o crostini di pane, con un buon vino corposo.
Un altro tradizionale modo di consumarlo consiste nel farne dei pezzetti e aggiungerli in cottura alle uova al padellino o strapazzate.
Va conservato in frigorifero e possibilmente consumato entro la settimana.

## Abbinamenti consigliati
Il salame di patate si accompagna bene ai vini locali e agli spumanti:
- Alta Langa spumante rosato;
- Monferrato Chiaretto (o Ciaret);
- Birre secche e amare tipo lager o pilsner.